# Brividi nella notte
Brividi nella notte (In the Cold of the Night) è un film statunitense del 1990 diretto da Nico Mastorakis.

## Trama
Scott è un fotografo che da qualche tempo ha degli incubi ricorrenti riguardo all'omicidio di una donna che lo vede coinvolto; scoprirà non solo che la donna esiste ma che egli è vittima di un diabolico complotto.

## Produzione e distribuzione
Il film è uscito negli Stati Uniti il 21 febbraio 1991.